# Гуттман, Людвиг
Сэр Людвиг Гуттман (нем. Ludwig Guttmann, 3 июля 1899 — 18 марта 1980) — немецкий нейрохирург, основатель паралимпийского движения.

## Биография
В 1929-33 годы работал нейрохирургом в больнице «Венцель-Хакке» в Бреслау, в 1933 как еврей был вынужден уволиться и работал в еврейском госпитале в Бреслау. В 1939 году эмигрировал в Великобританию. В 1944 году получил задание правительства по созданию центра для лечения больных с нарушениями опорно-двигательного аппарата в Сток-Мандевильском госпитале. За это в 1950 году он был представлен к Ордену Британской империи в звании офицера. В 1960 году Гуттману было пожаловано звание командора. До 1966 года он продолжал занимать должность главы этого центра. Разработал методы лечения парализованных. 15 февраля 1966 года Людвиг Гутман был произведён в рыцари «за помощь страдающим параплегией».
Поддерживал занятия своих пациентов спортом. С 1948 года проводил Сток-Мандевильские игры — спортивные соревнования для инвалидов. В 1952 году в них участвовало 130 спортсменов из разных стран. В 1960 году в Риме состоялись 1-е паралимпийские игры. В следующем году Гуттман основал Британскую ассоциацию спортсменов-инвалидов. С 1976 года — член Лондонского королевского общества.
Получил множество британских и международных наград и почетных званий.

## Память
Именем Людвига Гуттмана названы премия Австралийской федерации спорта на инвалидных колясках (англ. Australian Wheelchair Sports Federation) и премия Немецкоязычного медицинского общества параплегии (нем. Deutschesprachige Medizinische Gesellschaft für Paraplegie), вручаемая за научные работы на немецком языке, посвящённые реабилитации страдающих параличом нижних конечностей. В честь Гуттмана назван госпиталь Institut Guttmann, расположенный в Барселоне и занимающийся лечением больных пара- и квадриплегией. Стадион в Сток-Мандевиле с 1980 года до своей реконструкции в 2003-м носил официальное название «Спортивный центр для инвалидов имени Людвига Гуттмана — Сток Мандевиль».